# 战国☆天堂 -极-
《戰國☆天堂 -極-》（日语：戦国☆パラダイス -極-），日本乙女向手機遊戲《戰國☆天堂》（戦国☆パラダイス）為藍本的遊戲改編電視動畫，2011年10月至2012年3月在東京電視台播映，全26話。

## 故事
戰國時期的日本，豐臣秀吉死後，各地都在爭奪下一代霸權。德川家康和石田三成聚集了伊達政宗、真田幸村、本多忠勝、大谷吉繼等名將。某些人瞄準了天下，有的人為了朋友而戰……

## 登場人物

### 東軍
伊達政宗
声 - 柿原徹也
歐洲的獨眼龍，擅長料理。
德川家康
声 - 羽多野涉
東軍總大將，眼鏡男，寵物為老鷹。
小早川秀秋
声 - 今井麻美
腹黑的美少年。
本多忠勝
声 - 狭川尚紀
忠於主人家康。
甲斐姬
声 - 持月玲依
喜愛烹飪，但廚藝不佳。
加藤清正
声 - 山本兼平
幼名為虎之助。
井伊直政
声 - 梶川翔平
與多魔關係很好。
多魔（たま）
声 - 佐藤信希
寵物白貓。
福島正則
声 - 柳田淳一
幼名為市松。

### 西軍
石田三成
声 - 浪川大輔
西軍總大将，喜歡大福等甜食。
大谷吉繼
声 - 村田太志
幼名為紀之助。
真田幸村
声 - 江口拓也
有花粉症。
島左近
声 - 川原慶久
酒豪。
宇喜多秀家
声 - 堀大希
自戀。
直江兼續
声 - 神原大地
智將。
立花宗茂
声 - 齊藤壮馬
著銀白色西式盔甲的武將。
前田慶次
声 - 逢坂良太
兼續的舊友。
真田十勇士
声 - Gero
廣播劇CD中登場。

### 其他
傳令
声 - 渕川智代
豊臣秀吉
声 - 浪川大輔
太閤殿下。

## 相關連結
- 手機遊戲官方站 （日語）
- 戰國☆天堂 -極- 官方主页 （日語）